# Unia brzeska

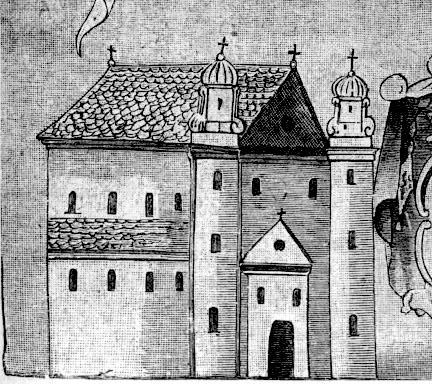
Cerkiew św. Mikołaja w Brześciu, gdzie została podpisana unia brzeska. Ryc. z XVIII wieku

Unia brzeska – połączenie Cerkwi prawosławnej z Kościołem łacińskim w Rzeczypospolitej Obojga Narodów, dokonane w Brześciu Litewskim w 1596 roku. Część duchownych prawosławnych i wyznawców prawosławia uznała papieża za głowę Kościoła i przyjęła dogmaty katolickie, zachowując bizantyjski ryt liturgiczny. Następstwami unii brzeskiej były podział społeczności prawosławnej na zwolenników unii – unitów i przeciwników – dyzunitów oraz wzrost niechęci wiernych prawosławnych do Polski i polskości.

## Cerkiew ruska przed unią brzeską

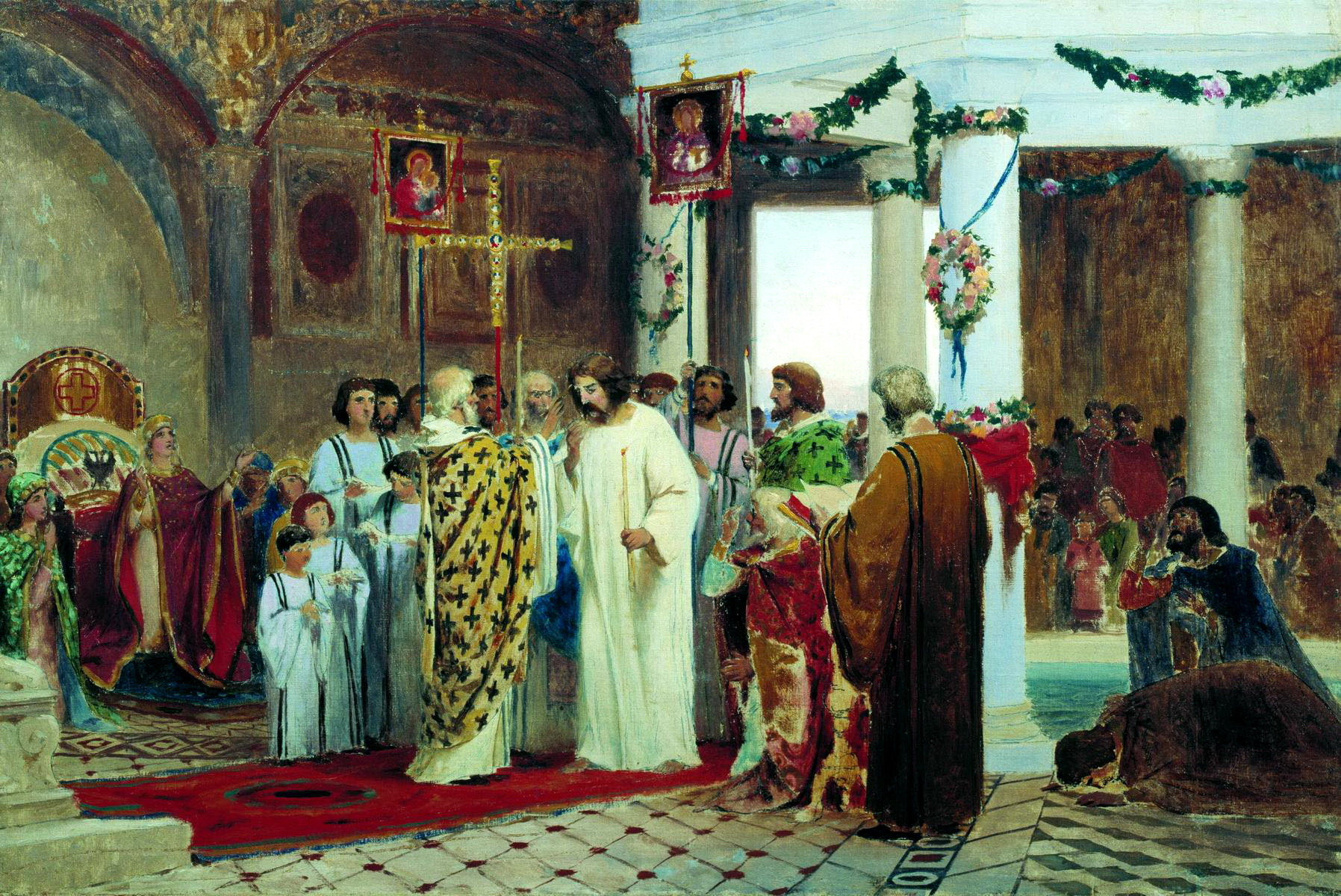
Fiodor Bronnikow, Chrzest księcia Włodzimierza w Korsuniu, 1881 rok. Obraz odwołuje się do wydarzenia z 988 roku, kiedy Włodzimierz Wielki przyjął chrzest w obrządku bizantyjskim

Katedra Santa Maria del Fiore, gdzie w 1439 roku podpisano unię florencką

Prawosławie ukształtowało się we Wschodnim Cesarstwie Rzymskim, gdzie główną rolę odgrywał Patriarchat Konstantynopolitański. Wywodziło się bezpośrednio z nauk apostolskich. Sprawowanie liturgii odbywało się w tzw. obrządku greckim.
W 988 roku Włodzimierz I Wielki przyjął chrzest w rycie bizantyjskim. Dla ziem ruskich została utworzona prawosławna metropolia kijowska, wchodząca w skład Patriarchatu Konstantynopolitańskiego. Od 1037 roku nastąpiło osłabienie kontaktów z Konstantynopolem w związku z nowym ustawodawstwem Jarosława I Mądrego, którego Ruska Prawda regulowała stosunki między państwem a Cerkwią.
W 1054 roku doszło w chrześcijaństwie do rozłamu na chrześcijaństwo wschodnie (zwane prawosławiem) i chrześcijaństwo zachodnie (zwane katolicyzmem). Przyczyniły się do tego kilkusetletnie spory dogmatyczne i liturgiczne, a także rywalizacja między papieżem rzymskim a patriarchą konstantynopolitańskim o prymat w Kościele powszechnym oraz spory na tle majątkowym. Podczas czwartej krucjaty próbowano zlikwidować schizmę kościelną. Po zdobyciu Konstantynopola przez krzyżowców w 1204 roku został mianowany patriarcha łaciński, jednak większość miejscowych wiernych nadal uznawała hierarchę prawosławnego.
Cerkiew na Rusi Kijowskiej nie zajęła jednoznacznego stanowiska wobec anatemy, rzuconej na patriarchę w 1054 roku. Pozostała jednak przy prawosławiu. Ruscy władycy nie brali także udziału w późniejszych antyłacińskich polemikach, zainicjowanych przez hierarchów bizantyjskich. Ruś utrzymywała kontakty zarówno z Rzymem, jak i Konstantynopolem, podejmując decyzje w zależności od aktualnej sytuacji na arenie międzynarodowej. Na przykład, w latach siedemdziesiątych XI wieku prawosławny kniaź kijowski – Izjasław I – po utracie tronu zwrócił się o poparcie i pomoc w odzyskaniu władzy do papieża. Poselstwo do Rzymu na czele z Jaropełkiem Izasławiczem „oddało całą ziemię ruską pod opiekę świętego Piotra”. Około 1089 roku metropolita kijowski Jan II odmówił poparcia antypapieżowi Klemensowi III. Jednak następca Jana II – Efrem II – w ostatnim dziesięcioleciu XI wieku utrzymywał kontakty z papiestwem, wysyłając do Rzymu poselstwo. W połowie XII wieku, według latopisów ruskich, legaci papiescy przebywali w Kijowie. Pod koniec XIII wieku, w okresie istnienia Złotej Ordy, metropolita kijowski Maksym przeniósł się do Włodzimierza nad Klaźmą. Z początkiem XIV wieku siedziba metropolii została przeniesiona do Moskwy przez metropolitę Piotra. Jednak metropolita zachował tytuł „metropolity kijowskiego w wszech Rusi”. Po upadku znaczenia Kijowa na skutek najazdu Mongołów na plan pierwszy w regionie wysunęły się księstwo włodzimiersko-halickie oraz Wielkie Księstwo Litewskie, gdzie powstały metropolie prawosławne. Zwierzchnicy trzech arcybiskupstw prawosławnych rywalizowali ze sobą o prawo używania tytułu „metropolity kijowskiego i wszech Rusi”. W 1448 roku patriarcha konstantynopolski powołał metropolitę kijowskiego, jednak metropolita Jonasz, wybrany na stanowisko decyzją Soboru w Moskwie (przez co w praktyce moskiewska Cerkiew prawosławna stała się autokefalią) nadal używał tej nazwy w tytulaturze do śmierci w 1461 roku. Jego następcy zrezygnowali z niej na rzecz tytułu „metropolita moskiewski i wszech Rusi”. W 1508 roku metropolita kijowski – Józef II Sołtan – do swojego tytułu dołączył Halicz.
Pierwsza inicjatywa zjednoczenia Kościołów wschodniego i zachodniego powstała w XIII wieku. Uwarunkowana była sytuacją polityczną w Cesarstwie Bizantyjskim i Państwie Kościelnym. Cesarstwo było zagrożone ze strony niewiernych i ówczesny cesarz – Michał VIII Paleolog – szukał sojuszników na Zachodzie. Papiestwo natomiast szukało wsparcia w osobie cesarza, groziło mu bowiem wchłonięcie przez Królestwo Neapolu. Podpisana więc w 1274 roku unia lyońska była aktem dyplomatycznym. Została zerwana sześć lat później, nieprzyjęta przez kler i wiernych.
Kolejna próba zjednoczenia miała miejsce w połowie XV wieku. Cesarz Jan VIII Paleolog, wobec zagrożenia tureckiego, szukał sojuszników na Zachodzie. W 1439 roku doszło do podpisania unii na Soborze Florenckim. Wziął w nim udział, mimo sprzeciwu księcia moskiewskiego Wasyla II, prawosławny metropolita kijowski Izydor. Przedstawiciele Kościoła wschodniego zaakceptowali władzę papieża i dogmat Kościoła łacińskiego o filioque. Unia florencka nie została uznana przez kościoły niebizantyjskie – większość duchowieństwa prawosławnego, intelektualistów i wiernych, dlatego zwlekano z jej oficjalnym ogłoszeniem do 1452 roku. Nie miała ona większego wpływu na ocalenie Cesarstwa Bizantyjskiego przed upadkiem.
Z okazji ogłoszenia aktu unii florenckiej w Polsce i na Litwie w 1443 roku Władysław III Warneńczyk wydał przywilej w Budzie, zrównujący w prawach duchowieństwo prawosławne z łacińskim. Następnie metropolita kijowski Izydor w celu obwieszczenia unii udał się do Moskwy, gdzie został uwięziony. Udało mu się zbiec najpierw na Litwę, później do Rzymu. Na opuszczoną metropolię kijowską został początkowo mianowany promoskiewski biskup Jonasz, przeciwnik unii florenckiej. Papież ze swojej strony, w obawie przed zerwaniem porozumienia między wyznaniami, mianował na następcę Izydora Grzegorza Bułgarina, zaakceptowanego przez króla Kazimierza Jagiellończyka i większość biskupów prawosławnych w państwie, okrzykniętego natomiast odszczepieńcem i heretykiem przez cara i władyków księstwa moskiewskiego. W 1500 roku, w myśl unii florenckiej, ówczesny metropolita kijowski, Jan Józef Bułgarynowicz, przesłał papieżowi Aleksandrowi VI katolickie wyznanie wiary i akt obediencji kanonicznej. Unia florencka w państwie jagiellońskim zaczęła tracić na znaczeniu po ślubie Aleksandra Jagiellończyka z prawosławną carówną Heleną. Małżeństwo dało sposobność do agitacji dyzunickiej. Staraniem Heleny po śmierci Aleksandra, Zygmunt I Stary mianował na metropolię kijowską biskupa dyzunickiego. Jednak tradycje unii florenckiej sporadycznie odżywały w pierwszej połowie XVI wieku. Nawiązywały do niej listy papieskie z lat 1516, 1521 i 1526, potwierdzające przywileje Cerkwi, przyjęte na Soborze Florenckim.

## Struktura metropolii kijowskiej w XVI wieku

### Podział administracyjny
Prawosławna metropolia kijowska stanowiła w XVI wieku jedną z największych pod względem terytorialnym administracyjnych struktur kościelnych w Europie. Posiadała dziewięć eparchii, podporządkowanych metropolii kijowskiej, która nie miała statusu autokefalii, bowiem uznawała władzę patriarchy konstantynopolskiego. W 1514 roku na rzecz Moskwy została utracona eparchia smoleńska, w 1563 roku – archieparchia połocka, odzyskana w wyniku działań wojennych Stefana Batorego w 1578 roku. W metropolii kijowskiej w XVI wieku zmiany terytorialne i jurysdykcyjne dotyczyły jedynie eparchii lwowskiej. Zainicjował je łaciński arcybiskup lwowski – Bernardyn Wilczek, który wystarał się u Zygmunta Starego o przywilej mianowania namiestnika prawosławnego metropolity kijowskiego w eparchii lwowskiej. Namiestnik miał zarządzać w imieniu metropolity. Został nim Makary (Tuczapski), który w 1539 roku uzyskał od króla nominację na eparchię halicko-lwowsko-kamieniecką i przeniósł stolicę biskupstwa do Lwowa. Zależność gospodarcza i prawna biskupów lwowskich od metropolity kijowskiego została zerwana dopiero pod koniec XVI wieku.
Źródła nie zawierają dokładnych danych o liczbie parafii prawosławnych na ziemiach polskich i litewskich w XVI wieku. Proces erygowania nowej parochii nie był uregulowany przepisami kanonicznymi, dlatego rozwój sieci parafialnej odbywał się spontanicznie. Większe zagęszczenie parochii było na Rusi koronnej, mniejsze – na północy Wielkiego Księstwa Litewskiego. Nowo powstała parafia była wizytowana przez biskupa, który poświęcał cerkiew i wyświęcał jej proboszcza. Rozwój sieci parafialnej został nieco zahamowany w drugiej połowie XVI wieku na skutek szerzenia się reformacji. Zarówno kościoły łacińskie, jak i prawosławne były przejmowane przez szlachtę, która przyjęła wyznanie protestanckie.
Sieć dekanalna rozwijała się wraz z siecią parafialną. Na czele dekanatu stał protopop, do którego obowiązków należało wizytowanie podległych mu parafii, pobieranie opłat na rzecz biskupa, czuwanie nad wypełnianiem obowiązków przez proboszczów swojego dekanatu, sprawowanie władzy sądowniczej.

### Duchowieństwo
Na czele Cerkwi prawosławnej w Koronie i na Litwie stał metropolita Kijowa i od 1508 roku Halicza, który podlegał patriarsze w Konstantynopolu. W XVI wieku o wyborze metropolitów decydowali królowie. Opinie patriarchy i biskupów były pomijane.
Diecezjami zarządzali nominowani na nie biskupi. Teoretycznie, zgodnie z uchwałami synodu w Wilnie w 1509 roku, biskup miał być zatwierdzony na synodzie elekcyjnym przez metropolitę, pozostałych biskupów, książąt prawosławnych. Nowo wybrany biskup miał być przedstawiony królowi. W praktyce wyglądało to inaczej. Często dochodziło do nepotyzmu i symonii. O wyborze biskupa decydował ostatecznie król. Wraz z nominacją biskupi otrzymywali od króla dobra ziemskie, które składały się z kilku lub kilkunastu wsi. Zdarzało się, że król chcąc wynagrodzić swoich poddanych, którzy nie mieli nic wspólnego z hierarchią kościelną, obdarzał ich majątkami, do których przyporządkowane były godności biskupie. Ponadto na dochód biskupa składały się coroczne katedratyki i opłaty za czynności liturgiczne. Do zadań biskupów należało usprawnienie działalności duchowieństwa we własnej diecezji, lecz brak informacji o wizytacjach diecezji. W XVI wieku działalność biskupów we własnej diecezji była przeważnie ograniczona przez urzędników i patronów świeckich. W XVI wieku biskupi prawosławni praktycznie nie brali udziału w życiu politycznym państwa polskiego i litewskiego. Poprzestawali na wygłaszaniu opinii na sejmikach w sprawach, bezpośrednio ich dotyczących. W 1511 roku Zygmunt Stary potwierdził prawo sądzenia duchownych i świeckich przez biskupów, ale ich sądownictwo nie posiadało egzekutywy.
Do pomocy przy zarządzaniu diecezjami były powoływane klirosy, składający się z kilku parochów z pobliskich cerkwi lub zakonników. W każdej diecezji zakres ich działalności był inny. Do najważniejszego zadania klirosu należało zarządzanie majątkiem biskupa. Za pracę duszpasterską przy katedrze i wspieranie biskupa w administrowaniu diecezją byli wynagradzani lub pobierali dochody ze stałego uposażenia.
W XVI wieku, wraz z rozwojem sieci parafialnej, zwiększała się liczba duchowieństwa. Pochodziło ono przede wszystkim z rodzin duchownych, gołoty i mieszczan, rzadziej z chłopów. W 1511 roku Zygmunt Stary uregulował zasady obsadzania parochii. Prawo do mianowania proboszcza miał biskup lub właściciel dóbr, gdzie położona była parafia. W praktyce o proboszczu stanowił dziedzic dóbr, który przedstawiał biskupowi swojego kandydata do zatwierdzenia. Luźne kontakty kleru prawosławnego z biskupami uzależniły parochów od właścicieli ziemskich. Dotyczyło to między innymi sądownictwa i uposażenia. Do 1567 roku proboszczowie płacili podatki na równi z innymi stanami. Zygmunt August zrezygnował z pobierania świadczeń od niższego duchowieństwa. Proboszczowie pobierali dochody głównie z majątków parafialnych. Przy parafiach, oprócz parochów, pełnili posługi diakoni, diacy i pałamarze. Utrzymywani byli wraz z rodzinami przez proboszcza.
Cerkiew prawosławna miała jedną regułę zakonną – regułę świętego Bazylego Wielkiego, która bardziej opierała się na kontemplacji przy jednoczesnej rezygnacji z działań praktycznych. Według niej żyły wszystkie prawosławne zgromadzenia. Życie zakonne skupiało się zazwyczaj w kilkuosobowych monasterach. Na czele klasztoru stał ihumen. Przełożonym monasterów na terenie diecezji był archimandryta – najczęściej ihumen największego monasteru. Klasztory podlegały biskupom, a prawo mianowania przełożonych mieli król i patroni. Sytuacja materialna monasterów zależała od właściciela dóbr ziemskich, w którego majątku były położone. Zgodnie z regułami prawa kanonicznego Kościołów wschodnich kandydatów na biskupa wybierano spośród zakonników. W przypadku, gdy protegowany przez króla lub patrona Cerkwi świecki otrzymywał dobra biskupie, to, żeby uzyskać sakrę, musiał odbyć nowicjat w monasterze, gdzie poznawał podstawy teologii i liturgiki.
Wyższe duchowieństwo było zobowiązane do udziału w synodach metropolitarnych. Zjeżdżali się na nie metropolita, biskupi diecezjalni, protopopi, przedstawiciele duchowieństwa zakonnego i świeccy. Decydujący głos mieli biskupi. Zachowały się uchwały z synodu, odbytego w Wilnie w 1509 roku. Tematem obrad była kwestia obsadzania godności kościelnych przez odpowiednich kandydatów, nadużycia patronów i fundatorów cerkwi oraz zaniedbywanie diecezji przez biskupów. Pod koniec XVI wieku zwołano sześć synodów. Pięć z nich odbyło się w Brześciu Litewskim i tylko na jednym, w 1591 roku, podjęto uchwały, mające na celu reformę Cerkwi prawosławnej. Tymi postanowieniami były: likwidacja nadużyć podczas wybierania urzędników cerkiewnych, zwiększenie dyscypliny duchownych diecezjalnych, ograniczenie wpływów świeckich na sprawy wewnątrzkościelne. Do innych zadań synodów metropolitarnych należało rozstrzyganie sporów, w których przynajmniej jedną ze stron był biskup, oraz dokonywanie sądów. Synody diecezjalne odbywały się nieregularnie. Zachowały się uchwały zjazdu lwowskiego w 1539 roku, któremu przewodził metropolita Makary II. Przyczyną zwołania tego synodu była konieczność usprawnienia administracji eparchii.

## Geneza unii

### Podłoże polityczne

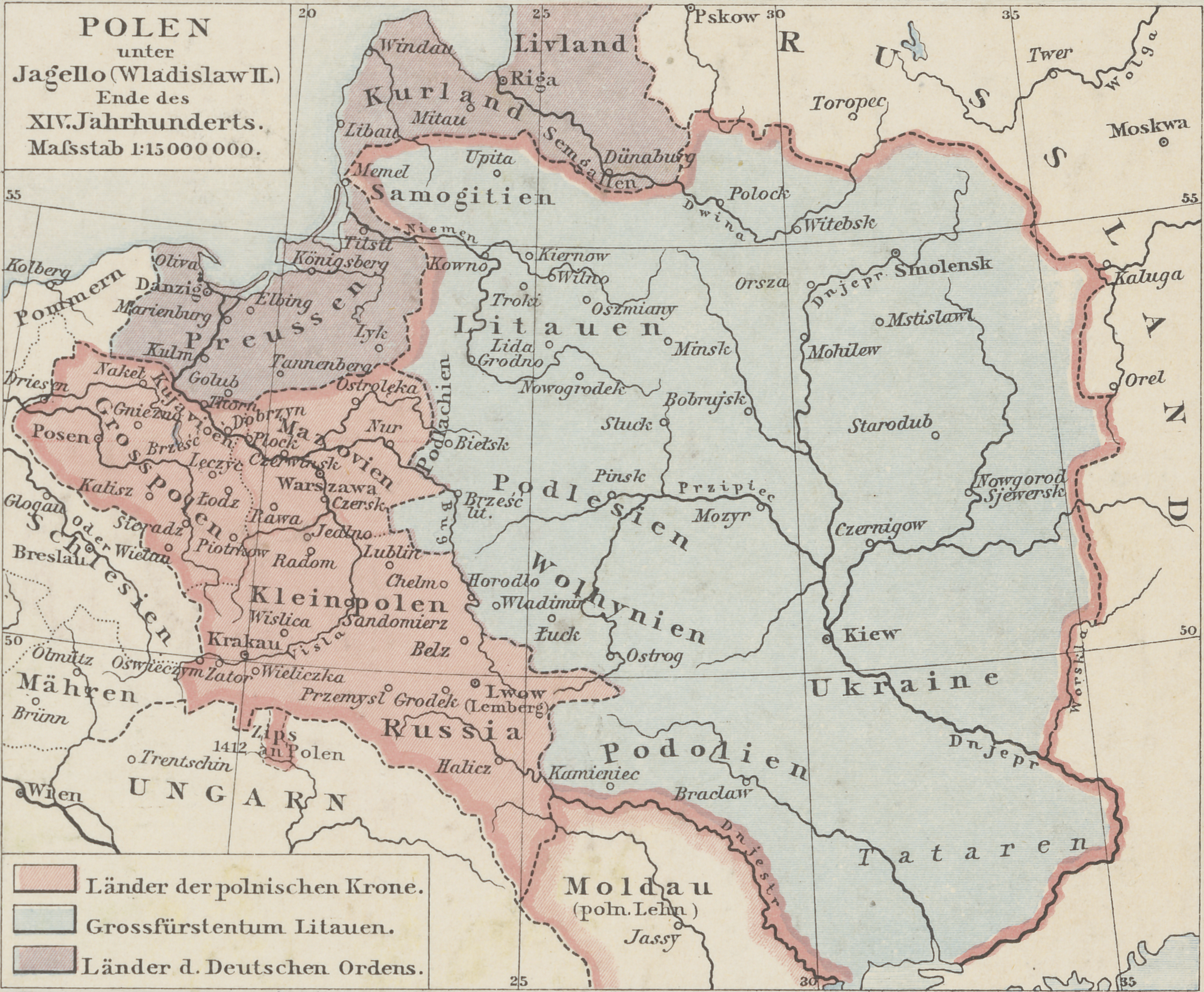
Korona i Litwa pod koniec XIV wieku. Ruś Czerwona na mapie nazwana została Russią. Mapa z 1886 roku

Na większą skalę Polska zetknęła się z prawosławiem w połowie XIV wieku – po zajęciu Rusi Czerwonej przez Kazimierza Wielkiego. W państwie Jagiellonów pierwszej połowy XV wieku proces ten pogłębił się, między innymi został wydany zakaz budowy nowych cerkwi i remontu starych, piastowania urzędów państwowych przez prawosławnych, mieszanych małżeństw i chrztu dzieci z tych związków. Za panowania Władysława Warneńczyka szlachta prawosławna formalnie została zrównana w prawach ze szlachtą katolicką. Gwarantował to przywilej z 1443 roku. W 1511 roku, na prośbę między innymi metropolity Józefa Sołtana i księcia Konstantego Iwanowicza Ostrogskiego król Zygmunt Stary na sejmie w Brześciu potwierdził dotychczasowe przywileje i prawa Kościoła prawosławnego, zawarte w przywileju Władysława Warneńczyka. Biskupom prawosławnym zostało zapewnione sprawowanie władzy nad cerkwiami, władzy sądowniczej nad duchowieństwem i wiernymi oraz prawo obsadzania godności kościelnych według reguł Kościoła wschodniego. Zygmunt August w 1543 roku potwierdził jeszcze raz przywilej Władysława Warneńczyka z 1443 roku, uznając niezależność Cerkwi prawosławnej w państwie. Od 1563 roku szlachta prawosławna mogła piastować urzędy wojewody i kasztelana wileńskiego i trockiego, w 1568 roku została zrównana w prawach politycznych ze szlachtą katolicką i mogła brać udział w radzie wielkoksiążęcej. Od 1569 roku biskupi prawosławni przeszli pod jurysdykcję króla.
O ile szlachta prawosławna formalnie została zrównana w prawach politycznych ze szlachtą katolicką w połowie XIV wieku, mieszczaństwo prawosławne nadal było dyskryminowane. Zabroniono mu zajmowania urzędów miejskich, nałożono ograniczenia na zamieszkanie w niektórych miastach i wykonywanie wybranych zawodów. Zakazywano niekiedy manifestacji wiary prawosławnej. Dotyczyło to między innymi uroczystych procesji i bicia w dzwony. Zrównanie w prawach mieszczan prawosławnych i katolickich nastąpiło dopiero w 1572 roku, jednak na skutek rywalizacji gospodarczej za czasów Stefana Batorego mieszczanie prawosławni, głównie lwowscy, utracili niektóre swobody w handlu i nie mogli zasiadać w radzie miejskiej.

### Podłoże religijne

Sytuacja wyznaniowa w I Rzeczypospolitej w 1573 roku. Na zielono zaznaczone zostały obszary zdominowane przez wyznawców prawosławia

Na zajętych przez Polskę w XIV wieku obszarach Rusi Czerwonej utworzona została łacińska metropolia halicka, a papież Grzegorz XI domagał się wypędzenia biskupów prawosławnych, których siedziby znajdowały się w stolicach biskupów łacińskich. W Koronie i Wielkim Księstwie Litewskim współistniały ze sobą struktury organizacyjne katolickie i prawosławne. Po podpisaniu unii lubelskiej w granicach Rzeczypospolitej Obojga Narodów znalazło się około 3-4 milionów wyznawców religii prawosławnej. Kościół Wschodni uplasował się na drugim miejscu, za łacinnikami, wśród religii wielowyznaniowego państwa. Cerkiew prawosławna była podporządkowana metropolii kijowskiej, która z kolei podlegała patriarsze w Konstantynopolu. Po roku 1453 zmienił się układ sił w Kościele prawosławnym. Patriarcha w Konstantynopolu stopniowo tracił swoje wpływy na Cerkiew w Moskwie i Wielkim Księstwie Litewskim.
W XVI wieku Cerkiew ruska, mimo powiększającej się liczby parafii i duchowieństwa, znalazła się w stanie kryzysu. Upadek charakteryzował się niskim poziomem wykształcenia duszpasterzy prawosławnych i ignorancją w sprawach duchowych większości wyznawców. Jakość życia religijnego zarówno wyznawców prawosławia, jak i ich duszpasterzy zmieniła się również z powodu częstych najazdów Tatarów od południowego wschodu i Moskwy od północnego wschodu na obszary, które obejmowała swoimi granicami metropolia kijowska.
Według wyznawców katolicyzmu łacińskiego prawosławni byli schizmatykami. Wyraz wyższości religii katolickiej przez kolejne dwa stulecia znajdował miejsce w korzystaniu przez wiernych Kościoła łacińskiego z pełni praw politycznych w państwie. Od XVI wieku nasiliła się dyskusja na temat rebaptyzacji prawosławnych. Źródłem problemu były dwie sprzeczne ze sobą bulle, wydane przez papieży Aleksandra VI i Leona X. Synod prowincjonalny z 1542 roku przychylił się do bulli Leona X, polecającej ponowne ochrzczenie. Sprawa została rozstrzygnięta w 1564 roku na synodzie łacińskim we Lwowie, który uznał chrzest w Cerkwi prawosławnej, udzielany w imię Trójcy Świętej. W okresie Soboru Trydenckiego papiestwo, doświadczone przez reformację, bez entuzjazmu podchodziło do sprawy zawarcia kolejnej unii kościelnej między Kościołami wschodnim a zachodnim. Dowodem na to była bulla Piusa V, zakazująca mieszania rytów podczas odprawiania nabożeństw.
Inne stanowisko zajął pod koniec XVI wieku Grzegorz XIII. Papiestwo, osłabione reformacją, podejmowało próby rozciągnięcia wpływów na wschód oraz pozyskania Cerkwi prawosławnej w Rzeczypospolitej Obojga Narodów. Swoje działania Rzym uzasadniał poglądem, zawartym w bulli Unam Sanctam z 1302 roku, która głosiła, iż nie ma zbawienia poza Kościołem katolickim. W 1573 roku Grzegorz XIII ustanowił Kongregację Grecką, która w ramach swojej pracy rozpowszechniła na Bliskim Wschodzie Katechizm Rzymski i postanowienia Soboru Trydenckiego. W 1575 roku papież powołał w Rzymie kolegium greckie, którego zadaniem było propagowanie idei unii kościelnej. W 1582 roku analogiczna placówka powstała także w Wilnie. Głównym zadaniem kolegium wileńskiego było kształcenie świeckich i przyszłych kapłanów w duchu ekumenicznym. W 1582 roku Grzegorz XIII wprowadził nowy kalendarz. Stefan Batory polecił jego zastosowanie niezależnie od rytu. W 1583 roku patriarcha Jeremiasz II wezwał Rusinów do niepodporządkowania się woli króla. Stefan Batory ustąpił, mimo nacisków ze strony biskupów łacińskich. Mimo że w XVI wieku zarówno na szczeblu państwowym, jak i władzy religijnej zapadały niekiedy sprzeczne ze sobą decyzje, różnice wyznaniowe między szlachtą katolicką i prawosławną schodziły na drugi plan. Przyczyną było wspólne dążenie do rozszerzenia przywilejów i swobód politycznych. Dozwalane były studia prawosławnej młodzieży szlacheckiej na uczelniach katolickich i mieszane małżeństwa, zawierane dla uzyskania korzyści. W miastach wzajemna niechęć miała podłoże gospodarcze, jednak czynnik religijny dopełniał antagonizmy między mieszczanami prawosławnymi i katolickimi. Zachowało się niewiele wzmianek o układaniu się wzajemnych stosunków między wyznawcami obu Kościołów na wsi.
W drugiej połowie XVI wieku, w dobie reform w Kościele łacińskim, zaczęto dostrzegać braki w funkcjonowaniu ruskiej Cerkwi prawosławnej. Zadania odrodzenia wiary podjęły się początkowo bractwa mieszczańskie, opiekujące się dotychczas biednymi, wdowami, sierotami. Na czele każdej organizacji stała rada czterech starszych. Członkowie podlegali surowej dyscyplinie. Do największych szesnastowiecznych bractw metropolii kijowskiej należały wileńskie i lwowskie. W 1585 roku patriarcha antiocheński Joachim, odwiedzający Lwów, wytyczył dla bractwa lwowskiego nowe zadania: odnowienie brackiego życia religijnego i dążenie do reformy Cerkwi. W 1588 roku Jeremiasz II nadał bractwom mieszczańskim w Wilnie i Lwowie status stauropigii, tym samym uniezależnił je od biskupów prawosławnych. W obliczu coraz bardziej malejącego autorytetu Carogrodu w Cerkwi prawosławnej w Moskwie starał się ograniczyć w ten sposób jej wpływy na struktury kościelne na wschodnich obszarach Rzeczypospolitej Obojga Narodów. Mimo że z jednej strony wyjęcie bractw spod władzy biskupiej miało ochronić je przed wpływem Moskwy, z drugiej jednak strony pociągnęło za sobą niechęć części hierarchów prawosławnych do decyzji patriarchy i rozważania nad słusznością unii kościelnej.
W 1588 roku patriarcha konstantynopolitański Jeremiasz II przybył na Ruś w celu zebrania kwoty pieniężnej, potrzebnej mu dla opłacenia się sułtanowi tureckiemu. W 1589 roku, w trakcie wizytacji Cerkwi w Carstwie Rosyjskim, Jeremiasz II powołał patriarchat moskiewski. W sytuacji coraz większego osłabienia patriarchatu konstantynopolitańskiego pierwszy patriarcha moskiewski Jow rozpoczął rywalizację z hierarchią Wielkiego Księstwa Litewskiego o przejęcie wiodącej pozycji w Kościele prawosławnym. W drodze powrotnej Jeremiasz II zatrzymał się w państwie polsko-litewskim, gdzie stan Cerkwi prawosławnej wymagał jego obecności. Zygmunt III Waza zaopatrzył patriarchę w glejt, dający mu nieograniczone możliwości w dokonywaniu reform i sądów, których uzna za stosowne. Interwencja Jeremiasza II w sprawy Cerkwi w Rzeczypospolitej Obojga Narodów ograniczyła się jednak do złożenia z urzędu metropolity kijowskiego – Onezyfora Dziewoczki oraz upomnienia hierarchów przed wielożeństwem. Na metropolitę kijowskiego został mianowany archimandryta miński – Michał Rahoza, z którym patriarcha, wobec nieodbytego synodu w Wilnie, udał się do Brześcia Litewskiego celem zwołania nowego synodu. Na synodzie brzeskim po raz pierwszy w historii Cerkwi ruskiej został powołany egzarcha – namiestnik patriarchy. Został nim biskup łucki – Cyryl Terlecki. Wbrew opiniom współczesnych, że taki krok doprowadzi do rozłamu w Cerkwi prawosławnej na dwa obozy, Jeremiasz II w ten sposób próbował nie dopuścić do prymatu w regionie patriarchy moskiewskiego. Decyzje patriarchatu konstantynopolitańskiego były coraz mniej popularne wśród duchowieństwa prawosławnego w Wielkim Księstwie Litewskim, między innymi żądanie opłat za wyświęcenie na biskupa. Jako pierwszy z patriarchą carogrodzkim zerwał Gedeon Bałaban, biskup lwowski. Przyczyną zerwania był konflikt z bractwem mieszczańskim, które szukało dróg do uwolnienia się spod władzy biskupa. W ślady Bałabana poszli Michał Rahoza – metropolita kijowski, Cyryl Terlecki – biskup łucki, Hipacy Pociej – biskup włodzimierski.

### Podłoże kulturowe

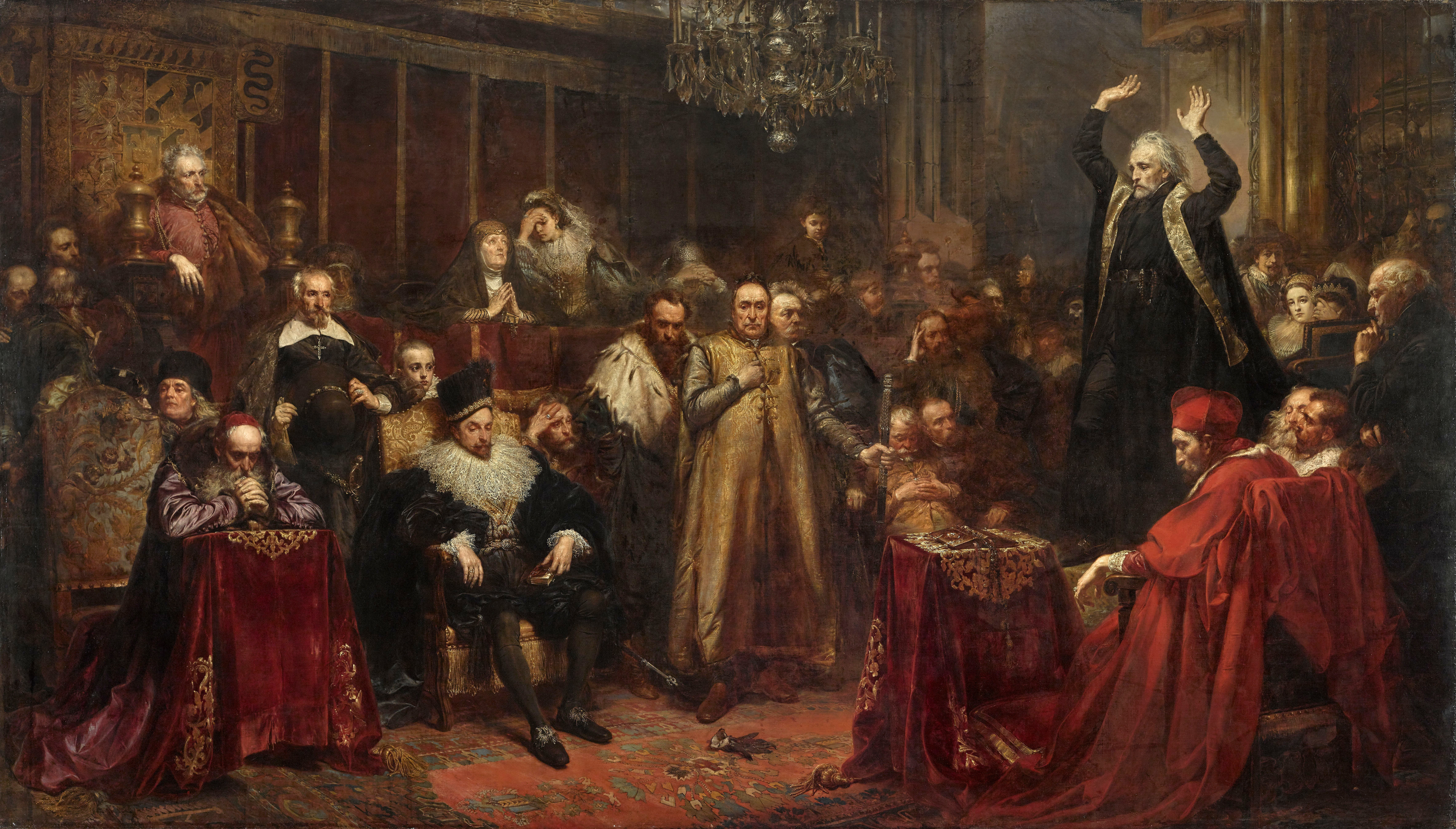
Jan Matejko, Kazanie Skargi, 1884 rok. Po lewej stronie w dolnej części obrazu artysta przedstawił biskupa Hipacego Pocieja

W 1564 roku do Polski zostali sprowadzeni jezuici, którzy przystąpili do organizacji misji katolickich na wschodzie kraju. Wysoki poziom nauczania w ich bezpłatnych szkołach spowodował napływ młodzieży, wysyłanej na naukę przez szlachtę prawosławną. W ten sposób pozyskiwano zwolenników zjednoczenia Cerkwi prawosławnej z Kościołem katolickim.
W dobie Soboru Trydenckiego rozpoczęła się polemika polskich humanistów w kwestii jedności Kościoła w państwie polskim i litewskim. Ideą przewodnią poglądów Stanisława Hozjusza było udowodnienie, że bez uznania prymatu papieża nie ma możliwości osiągnięcia jedności Kościoła. Stanisław Orzechowski pragnął powrotu do źródeł Kościoła. Według niego należało zwołać wspólny dla Kościołów zachodniego i wschodniego sobór powszechny, który miał znieść celibat i wprowadzić Komunię pod dwiema postaciami. Podobne idee głosił też Andrzej Frycz Modrzewski, był jednak zwolennikiem koncyliaryzmu.
Działalność polskich humanistów przyczyniła się do powstania w państwie Jagiellonów dwóch silnych ośrodków prounijnych – w Wilnie i Lwowie. W Wilnie rezydował prawosławny metropolita kijowski, Lwów był stolicą metropolii łacińskiej i ormiańskiej. W obu miastach działały uczelnie jezuickie. Ze środowiska wileńskiego wywodzili się tacy zwolennicy unii kościelnej, jak Piotr Warszewicki i Piotr Skarga – autor dzieła O rządzie i jedności Kościoła Bożego pod jednym pasterzem – oraz biskup Jerzy Radziwiłł. Poglądy unii kościelnej, głoszone przez Stanisława Orzechowskiego, znalazły poparcie w ośrodku lwowskim, z którego wywodził się Benedykt Herbest, autor broszury Wiary Kościoła Rzymskiego wywody..., nawołującej do unii Kościoła łacińskiego z Cerkwią prawosławną i Kościołem ormiańskim.
Pod wpływem tendencji reformatorskich zmiany kulturowe dotarły do środowisk prawosławnych. Zaczęto dostrzegać brak elity intelektualnej wśród wyższego duchowieństwa prawosławnego. Wprowadzenie nowego kalendarza wywołało protesty wśród wyznawców prawosławia. W miastach dochodziło do zatargów między wyznawcami dwóch religii. Mieszczaństwo prawosławne zaczęło zrzeszać się w bractwa religijne, które, wobec braku przywódców, pokierowały ruchem reformatorskim w Cerkwi prawosławnej. Bractwa podjęły się odrodzenia kultury i oświaty. Pod wpływem idei Renesansu zreorganizowano program nauczania w szkołach: wprowadzono trivium i quadrivium. W 1580 roku książę Konstanty Wasyl Ostrogski, wojewoda kijowski zainicjował otwarcie Akademii w Ostrogu.
Już na przełomie XV i XVI wieku wydawano książki w języku staro-cerkiewno-słowiańskim w Pradze i Krakowie. Na terenach Wielkiego Księstwa Litewskiego w 1525 roku została wydana pierwsza książka w języku ruskim, w 1569 roku – pierwsza na terenie Rusi południowej, w Zabłudowie. Na życie kulturalne Cerkwi pozytywnie wpłynęło dopiero powstanie drukarni w Nieświeżu w 1562 roku, Lwowie w 1574 roku i Ostrogu w 1580 roku. Drukarnie te skupiły się na wydawaniu Pisma Świętego, także w języku ruskim.

### Bezpośrednie przyczyny unii kościelnej
Pobyt patriarchy Jeremiasza II na Litwie nie przyniósł oczekiwanej poprawy sytuacji Cerkwi prawosławnej w Rzeczypospolitej Obojga Narodów. Decyzja o unii kościelnej dojrzała niemal równocześnie u króla, części biskupów prawosławnych i osób świeckich. Przyśpieszenie procesu przyjęcia unii kościelnej i rozpoczęcie rokowań nad nią na początku lat dziewięćdziesiątych XVI wieku wywołało kilka czynników politycznych, religijnych i personalnych.
| Bezpośrednie przyczyny unii kościelnej | Bezpośrednie przyczyny unii kościelnej | Bezpośrednie przyczyny unii kościelnej |
| czynniki polityczne | czynniki religijne | czynniki personalne |
| --- | --- | --- |
| Zarówno król Zygmunt III Waza, jak i kanclerz wielki koronny, Jan Zamoyski, kierowali się w sprawie unii kościelnej dobrem państwa. Powołany w 1589 roku procarski patriarchat w Moskwie mógł zagrażać interwencją cara w wewnętrzne sprawy państwa polsko-litewskiego pod przykrywką spraw religijnych. Ponadto król przekonał się do zjednoczenia Kościołów w państwie pod wpływem Piotra Skargi i jego dzieła O jedności Kościoła Bożego. | Egzarcha Cyryl Terlecki miał na względzie dobro powierzonego mu Kościoła w Rzeczypospolitej Obojga Narodów. Na jego decyzję o przyłączenie się do unii kościelnej miała wpływ postawa patriarchy konstantynopolitańskiego, niedbającego o odrodzenie prawosławia na Rusi. Niemałą rolę w zmianie stosunku Terleckiego do unii odegrali łaciński biskup łucki, Bernard Maciejowski, i kasztelan brzeski, Hipacy Pociej. Zarówno Pociej, jak i Maciejowski, w czasie przebywania Jeremiasza II na Rusi, bezskutecznie starali się skłonić patriarchę do rozmów w sprawie warunków ewentualnej unii kościelnej. | Biskup lwowski, Grzegorz (Gedeon) Bałaban, wdał się w spór ze stauropigialnym bractwem lwowskim, które odmówiło przyznania jego zwierzchności i odwołało się do patriarchy carogrodzkiego. Jeremiasz II zagroził Bałabanowi klątwą i pozbawieniem godności biskupich. Myśl o wyzwoleniu się spod zwierzchnictwa patriarchy podsunął biskupowi lwowskiemu arcybiskup lwowski – Jan Solikowski. |

## Rokowania w sprawie unii kościelnej

### Synody brzeskie w latach 1590-1594
Zgodnie z postanowieniem patriarchy Jeremiasza o corocznym zwoływaniu synodu, zapowiedziany został zjazd biskupów prawosławnych na 24 czerwca 1590 roku w Brześciu Litewskim. Przed synodem, na początku czerwca, odbył się zjazd w Bełzie, w którym wzięli udział biskupi lwowski – Grzegorz Bałaban, piński – Leoncjusz Pełczycki, chełmski – Dionizy Zbirujski oraz egzarcha – Cyryl Terlecki. Na zjeździe została podjęta decyzja o zerwaniu z patriarchatem w Konstantynopolu i poddaniu się Rzymowi. W pisemnym postanowieniu biskupi, zapewniając, że mają na względzie dobro wiernych prawosławnych i Kościoła, przyrzekli posłuszeństwo papieżowi, prosząc go, aby pozwolił im zachować własny obrządek liturgiczny. Od króla oczekiwali potwierdzenia na piśmie wolności i przywilejów. List opatrzono datą 24 czerwca 1590 roku, jako miejsce podpisania podając Brześć. Z Bełza biskupi udali się na synod. Deklaracja bełska została poparta, ale niepodpisana, przez większość uczestników synodu brzeskiego. Wstrzymali się arcybiskup połocki i biskup przemyski Michał (Kopysteński). Efektem obrad synodu 1590 roku było wydanie listu synodalnego, który był odczytany w parafiach prawosławnych. Dokument wskazywał drogę wyjścia z kryzysu w Cerkwi prawosławnej. Jednym z wątków listu była zawoalowana sugestia stosowania się duchowieństwa do deklaracji bełskiej, którą postanowiono zachować w tajemnicy przez pewien czas. Postanowienia bełskie miały zostać przedłożone królowi do zatwierdzenia.
Cyryl Terlecki nie wywiązał się z postanowienia synodu 1590 roku o przedłożeniu deklaracji bełskiej królowi. Przeszkodziła mu niepewna sytuacja na dworze Zygmunta III Wazy, który próbował odstąpić koronę polską Habsburgom w zamian za ich pomoc w zdobyciu tronu szwedzkiego. Między zwolennikami unii kościelnej – królem i hetmanem Janem Zamoyskim – doszło z tego powodu do nieporozumień. Cyryl Terlecki ponadto zapadł na zdrowiu i, gdy powrócił do swojej rezydencji po kuracji w Sandomierzu, wdał się w zatarg ze świeckimi władzami Łucka, które w okresie jego nieobecności w diecezji zajęły majątek biskupa. Kolejny synod zwołano na 26 października 1591 roku. W dużej mierze był poświęcony próbie rozwiązania konfliktu między biskupem Grzegorzem Bałabanen i lwowskim bractwem stauropigialnym oraz wypracowaniu stanowiska w sprawie ingerencji władz cywilnych w sprawy wewnętrzne Kościoła prawosławnego. Pod koniec 1591 roku Cyryl Terlecki, po naradzie z biskupem Bernardem Maciejowskim i Janem Zamoyskim, wręczył deklarację bełską Zygmuntowi III Wazie. 18 marca 1592 roku król nadesłał odpowiedź, w której wyraził wdzięczność za dokonany krok i obiecał obronę przed ewentualnymi prześladowaniami ze strony patriarchatu. Zapewniał także, że po podpisaniu unii Kościół prawosławny zachowa bizantyjski obrządek liturgiczny, a biskupi zostaną zrównani w prawach z duchowieństwem łacińskim.
W 1593 roku zmarł biskup włodzimierski – Melecjusz Chrebtowicz. Za wstawiennictwem księcia Konstantego Wasylego Ostrogskiego, zwolennika unii kościelnej, eparchię we Włodzimierzu objął starosta brzeski Adam Pociej, który w krótkim czasie przyjął stan duchowy i postrzyżyny zakonne, przyjmując imię Hipacy. Nie był on poinformowany o wstępnych układach w Bełzie, dlatego rozpoczął działalność na rzecz unii od przygotowania do niej niższego duchowieństwa i wiernych. Trzy dni przed zapowiedzianym na 24 czerwca 1593 roku synodem Hipacy Pociej otrzymał list od Konstantego Wasylego Ostrogskiego. Książę zawarł w nim projekt unii kościelnej, który biskup miał przedłożyć do omówienia na synodzie. Hipacy Pociej nie przedstawił projektu księcia Konstantego Wasylego Ostrogskiego, wymawiając się brakiem odwagi. Obrady były poświęcone dalszym sporom biskupa Grzegorza Bałabana z bractwem lwowskim. Biskup lwowski został decyzją synodu odsunięty od zarządzania diecezją. Ponadto nieobecność w kraju króla Zygmunta III Wazy nie sprzyjała rozpoczęciu rokowań w sprawie unii kościelnej.
Zjazd biskupów prawosławnych w 1594 roku nie miał statusu synodu. W 1593 roku wydana została konstytucja sejmowa, która zabraniała jakichkolwiek zebrań pod nieobecność w kraju monarchy. Metropolita kijowski Michał Rahoza, egzarcha Cyryl Terlecki i biskup włodzimierski Hipacy Pociej zostali poinformowani o nowym prawie dopiero po przybyciu do Brześcia na zapowiedziany synod. Większość biskupów nie zjawiła się. Przybyli natomiast przedstawiciele bractw z żądaniem uregulowania ich stosunków z władzami diecezjalnymi. Metropolita w trakcje zjazdu nałożył ekskomunikę na biskupa Grzegorza Bałabana, oskarżając go o nieposłuszeństwo wobec wyroków synodu. Wyrok podpisał metropolita i Hipacy Pociej. Cyryl Terlecki nie zgodził się z tą decyzją i opuścił Brześć. Miesiąc później miało miejsce spotkanie Terleckiego i Bałabana w Żydyczynie, gdzie spisano protest przeciwko ekskomunice biskupa lwowskiego i ustalono dalszy plan działania na rzecz unii kościelnej. Krótko potem pozyskano poparcie dla unii biskupów chełmskiego – Dionizego Zbirujskiego i przemyskiego – Michała Kopysteńskiego. Na spotkaniu w Sokalu została odnowiona deklaracja bełska. Poinformowany o zjeździe sokalskim Jan Zamoyski, nie poparł ekskomuniki Bałabana i zasugerował metropolicie, aby skupił się na dobru Cerkwi. W grudniu 1594 roku metropolita kijowski podpisał dokument z Sokalu, poszerzywszy go o kilka postulatów. Inni biskupi prawosławni dołączyli się do postulatów Michała Rahozy, dodając ponadto żądanie dopuszczenia ich do senatu. Jako ostatni podpisał się pod dokumentem Hipacy Pociej, przebywający w Torczynie u biskupa Bernarda Maciejowskiego. Został on poinformowany o układach dopiero na życzenie króla, który pragnął spotkać się w sprawie unii z Rahozą i Pociejem.

### Synod brzeski 1595 roku
Do zamierzonego spotkania metropolity Michała Rahozy z królem Zygmuntem III Wazą w Krakowie nie doszło z powodu niepewności pierwszego. W połowie stycznia 1595 roku Hipacy Pociej wysłał do metropolity list z prośbą o przejęcie inicjatywy w sprawie unii kościelnej. Rahoza pozostawił list bez odpowiedzi. Zwierzył się natomiast ze swoich wahań wojewodzie nowogródzkiemu – Teodorowi Skuminowi Tyszkiewiczowi, mając nadzieję, że na najbliższym sejmie, który miał się odbyć w lutym 1595 roku, wojewoda poruszy sprawę unii. Ten natomiast nie tylko nic nie zdziałał w tej kwestii, lecz także zwlekał z odpowiedzią do maja 1595 roku. W liście do Rahozy oświadczył, że nie zna się na tych sprawach i, jeśli zostanie zawarta unia, to dla dobra Cerkwi.
Od początku 1595 roku w Krakowie trwały rokowania pomiędzy Zygmuntem III Wazą, Zamoyskim i Terleckim w sprawie unii. Na sejmie w lutym król wyraził zgodę na wszystkie żądania poza zwiększeniem liczby miejsc w senacie dla biskupów prawosławnych, tłumacząc to koniecznością przedłożenia sprawy w sejmie. Michał Rahoza został poinformowany przez Pocieja o zgodzie króla i sejmu na postulaty biskupów prawosławnych. Dlatego też wyznaczył na 17 maja, przed zapowiedzianym na czerwiec synodem, spotkanie w Kobryniu z Terleckim i Pociejem. Nie przybył jednak na nie z powodu niechętnych opinii wobec unii kilku patronów Cerkwi i części mieszczaństwa prawosławnego.
Rokowania nad unią kościelną toczyły się w tajemnicy do 1595 roku. Milczenie przerwał Grzegorz Bałaban, ujawniając plany hierarchów. Wobec zaistniałej sytuacji został zwołany synod prowincjonalny na 11 (12) czerwca. Na zjazd przybyli metropolita kijowski Michał Rahoza, biskupi włodzimierski Hipacy Pociej, łucki Cyryl Terlecki, piński Leoncjusz Pełczycki oraz archimandryta kobryński Jonasz Hohoł. Na synodzie zostały spisane dwa dokumenty, adresowane do papieża Klemensa VIII i króla Zygmunta III Wazy. W liście do Rzymu biskupi, ubolewając nad bezradnością patriarchatu, który nic nie czynił od podpisania unii florenckiej w celu pojednania Kościołów, zapewnili Stolicę Apostolską o przystąpieniu do nowej unii kościelnej. Prosili jednak o zachowanie rytu bizantyjskiego i obrzędów cerkiewnych. Misja dostarczenia dokumentu papieżowi została powierzona Hipacemu Pociejowi i Cyrylowi Terleckiemu. W liście do króla biskupi ponowili postulaty, zawarte na zjeździe w Sokalu, i godzili się na przyjęcie kalendarza gregoriańskiego. Wypracowane na synodzie dokumenty zostały sygnowane przez wszystkich biskupów prawosławnych Rzeczypospolitej Obojga Narodów – zarówno obecnych, jak i nieobecnych w Brześciu w czerwcu 1595 roku.
W lipcu 1595 roku Hipacy Pociej i Cyryl Terlecki przybyli do Krakowa, gdzie miało nastąpić zwieńczenie negocjacji w sprawie unii brzeskiej. Ze strony króla układy były prowadzone przez Lwa Sapiehę, Jana Zamoyskiego i Bernarda Maciejowskiego. Stolicę Świętą reprezentował nuncjusz apostolski. 2 sierpnia nastąpiło podpisanie przez króla przywileju dla duchowieństwa ruskiego.
Kilka dni po podpisaniu postanowień synodu Michał Rahoza próbował wyprzeć się swojego podpisu. W listach do Tyszkiewicza, wojewody nowogrodzkiego, prosił o radę, wyjaśniał, że próbuje powstrzymać Terleckiego i Pocieja od wyjazdu do Stolicy Apostolskiej i nie zamierza poddawać Cerkwi pod władzę papieża. W listach do wiernych z września 1595 roku nie wspominał o unii kościelnej, mimo że kilku biskupów metropolii kijowskiej ogłosiło postanowienia synodu brzeskiego. Natomiast w liście do księcia Konstantego Wasyla Ostrorogskiego z końca 1595 roku radził, żeby książę wpłynął na władyków, aby przybyli na synod w Nowogródku z listami protestacyjnymi szlachty prawosławnej przeciwko unii.

## Działalność Konstantego Wasyla Ostrogskiego

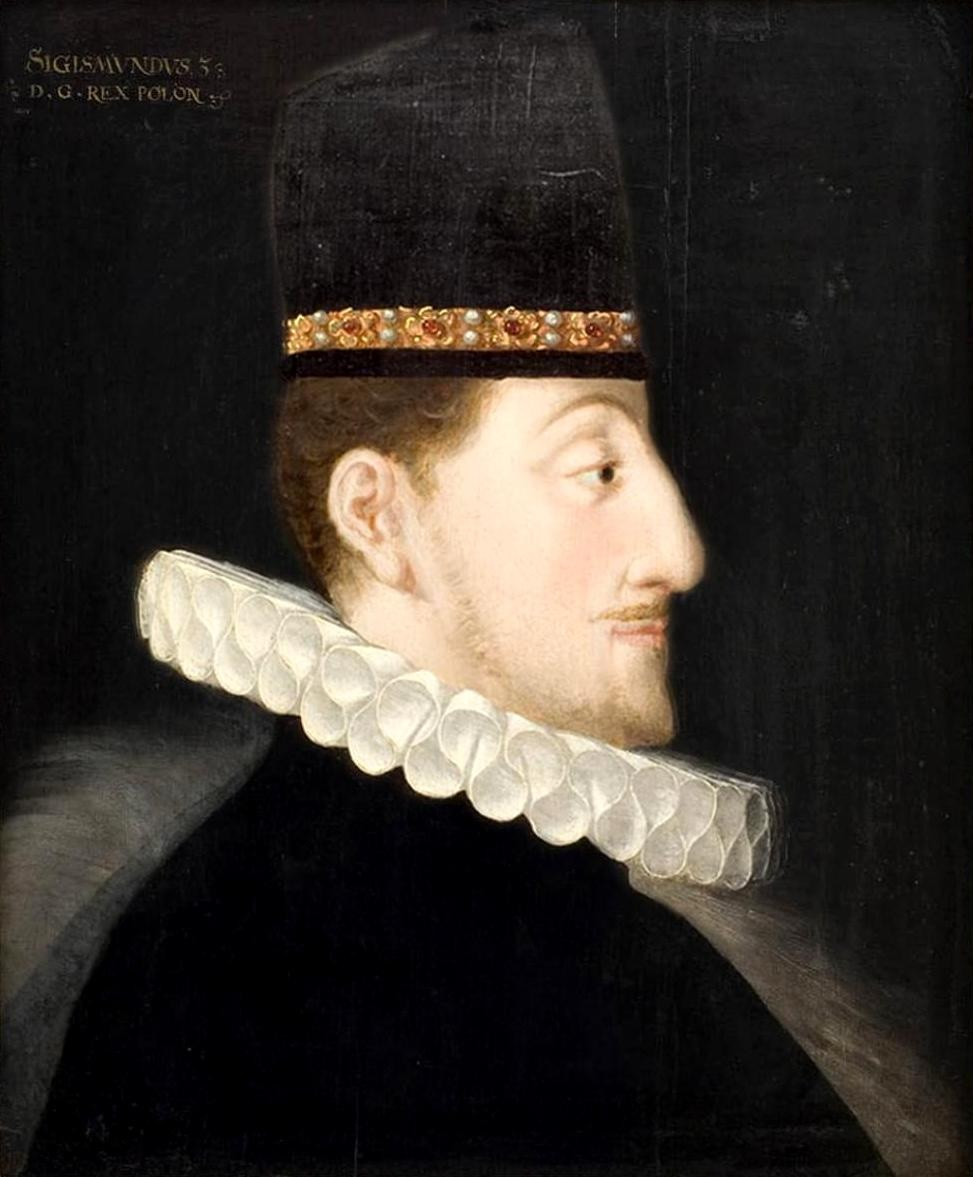
Portret króla Zygmunta III Wazy, około 1590 roku

O toczących się rokowaniach w sprawie unii kościelnej książę Konstanty Wasyl Ostrogski dowiedział się nieoficjalnie na początku 1595 roku. Z marcowej korespondencji między nim a Hipacym Pociejem wynikało, iż książę nie jest już zainteresowany unią z powodu zignorowania jego zdania podczas obrad synodów brzeskich oraz przekonania, iż biskupi prawosławni dążą do przyjęcia obrządku łacińskiego. 16 czerwca 1595 roku Pociej zapewniał w liście Ostrogskiego, że Cerkiew zachowa swój dotychczasowy ryt bizantyjski, jednak listem, wysłanym 24 czerwca 1595 roku książę zerwał wszystkie stosunki z episkopatem prawosławnym.
Niedługo potem Pociejowi udało się spotkać z Ostrogskim w Lublinie i przedstawić mu cały przebieg rokowań w sprawie warunków przyjęcia unii. Książę zapewnił biskupa, że poprze unię wówczas, gdy Pociej wystara się u króla Zygmunta III Wazy o zwołanie jeszcze jednego synodu, mimo że warunki przyjęcia unii zostały już zaakceptowane przez wszystkich biskupów prawosławnych i króla, a Hipacy Pociej i Cyryl Terlecki szykowali się do drogi do Rzymu, żeby złożyć na ręce papieża akt posłuszeństwa. Pociej przystał na warunki Ostrogskiego i udał się do króla z prośbą o zwołanie kolejnego zjazdu hierarchów prawosławnych. Zygmunt Waza jednak, podejrzewając, że Ostrogski ma zamiar przeszkodzić unii, wysłał do niego posłów z zamiarem nakłonienia go do zmiany decyzji. Jednocześnie król polecił Terleckiemu i Pociejowi, aby byli gotowi do drogi do Stolicy Apostolskiej, gdyby od księcia otrzymał niezadowalającą odpowiedź. Prawie jednocześnie z wyjazdem posłów do Ostrogskiego Pociej wystosował do księcia dwa listy, w których nawoływał do dalszych starań o zwołanie synodu.
Jeszcze przed wysłaniem posłów królewskich do Ostrogskiego, książę przeciągnął na swoją stronę biskupa Gedeona Bałabana. 1 lipca 1595 roku Bałaban wyrzekł się solidarności z episkopatem prawosławnym w sprawie unii kościelnej, zarzucając Terleckiemu manipulacje i fałszowanie blankietów z oświadczeniami biskupów. Protest Bałabana pociągnął za sobą zmianę postawy biskupa przemyskiego, Michała Kopysteńskiego. Rozpoczął on starania o wsparcie w swojej polityce przeciwko unii u protestantów. 12 sierpnia 1595 roku Kopysteński wysłał swojego posła, Łuszkowskiego, na synod protestancki w Toruniu z propozycją połączenia się z Cerkwią prawosławną przeciwko katolikom i królowi. O poselstwie Kopysteńskiego dowiedział się Zygmunt III i odstąpił od zamiaru zwołania nowego synodu, mimo że Ostrogski nadal o to prosił. 17 sierpnia 1595 roku na zjeździe w Jassach działalność księcia Ostrogskiego przeciwko unii poparli biskupi wołoscy. Wystosowali do wiernych list, aby odstąpili od popierania apostatów.
W połowie września 1595 roku Zygmunt III zwołał radę, składającą się z ministrów, senatorów litewskich i polskich oraz nuncjusza Malaspiny. Jej zadaniem było podjęcie decyzji, czy dalej zwlekać z wyjazdem Terleckiego i Pocieja do Rzymu i czekać na zmianę postawy Ostrogskiego. Podczas trwania obrad Pociej i Terlecki przybyli do Krakowa i 22 września 1595 roku odbyła się kolejna rada, na której przeciwnicy ich wyjazdu do Rzymu zwracali uwagę na coraz większy wpływ bractwa wileńskiego św. Ducha na wiernych. Z Rusi i Litwy dochodziły ponadto wieści o wysłaniu przez przeciwników unii do patriarchy Jeremiasza prośby o złożenie z urzędów ówczesnych biskupów prawosławnych i powołaniu nowych. Zaś książę Ostrogski wyposażył stu pięćdziesięciu jeźdźców, którzy mieli wyruszyć w pościg za Terleckim i Pociejem, gdy wyruszą do Rzymu, celem ich zatrzymania, posuwając się nawet do morderstwa. Doradzali zwołanie synodu, a w razie, gdyby Ostrogski zdołał przeciągnąć na swoją stronę większość hierarchów, zebrać sobór powszechny, w którym wzięliby udział łacinnicy i prawosławni. Zwolennicy niezwłocznego wyjazdu Pocieja i Terleckiego do Stolicy Apostolskiej wskazywali na korzystną sytuację w państwie i mocną pozycję króla, który zaakceptował warunki unii kościelnej.
W obliczu braku porozumienia między dwoma stronnictwami na naradzie królewskiej zapytano o zdanie Terleckiego i Pocieja, którzy potwierdzili, że episkopat i szlachta są gotowe do przyjęcia unii. Nadmienili także, że jeżeli nie wyjadą natychmiast do papieża, to prawdopodobnie zostaną pozbawieni władzy biskupiej przez patriarchę, któremu odmówili posłuszeństwa. Pod wpływem ich deklaracji na naradzie królewskiej zatwierdzono uchwałę o niezwłocznej podróży do Rzymu.

## Przywrócenie jedności Kościołów

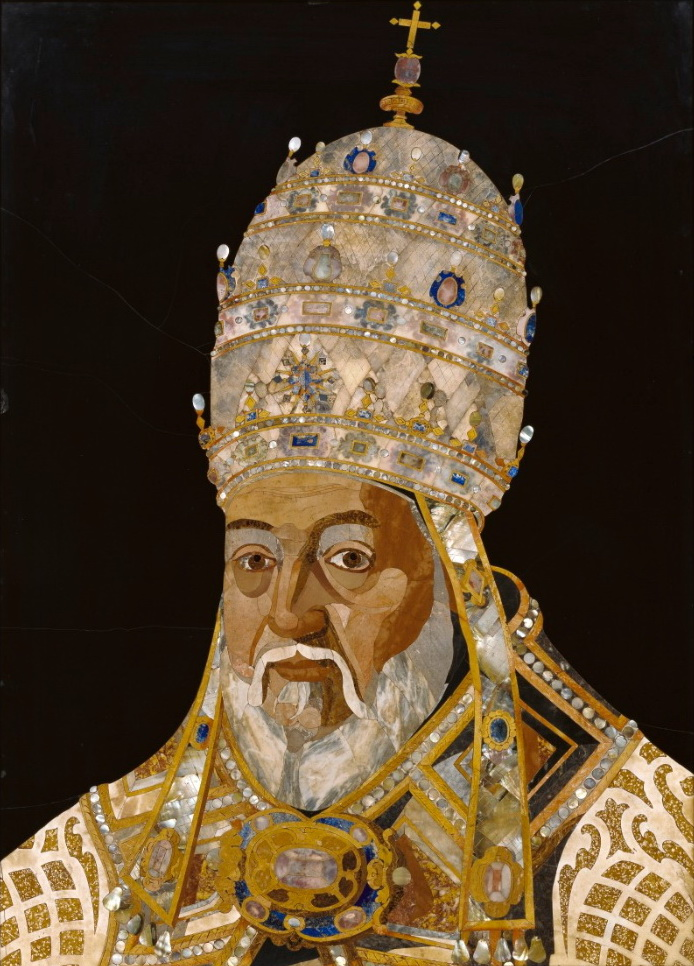
Jacopo Ligozzi i Romolo del Tadda Klemens VIII, mozaika z 1600-1601

Po naradzie królewskiej 22 września 1595 roku Zygmunt III Waza wydał uniwersał do Rusinów, którym informował, że Hipacy Pociej i Cyryl Terlecki udali się do Rzymu, aby złożyć na ręce papieża akt posłuszeństwa i dokonać zjednoczenia Kościoła prawosławnego z Kościołem łacińskim z zachowaniem rytu bizantyjskiego.
25 listopada 1595 roku biskupi włodzimierski i łucki stanęli przed Klemensem VIII. Stolica Apostolska po kilkutygodniowych naradach przyjęła postawione przez eparchów ruskich warunki. Nie wymagała też dodawania podczas sprawowania liturgii wschodniej filioque do nicejskiego wyznania wiary. Papież odstąpił od przyjęcia przez Rusinów kalendarza gregoriańskiego i poparł dążenie biskupów do uzyskania praw i przywilejów na równi z hierarchami łacińskimi.
23 grudnia 1595 roku odbyło się uroczyste odczytanie listu biskupów ruskich, w którym prosili o przywrócenie jedności Kościołów. Przebieg uroczystości opisał Cezary Baroniusz w Annales Ecclesiastici. Posłanie w językach ruskim i łacińskim odczytał kanonik wileński, Ostafiej Wołłowicz. W imieniu papieża przemawiał kardynał Sylwiusz Antoniani, który oświadczył, że Ojciec Święty jest gotowy przyjąć metropolitę, biskupów i cały naród ruski do wspólnoty kościelnej. Następnie Hipacy Pociej, po nim Cyryl Terlecki, w imieniu wszystkich hierarchów ruskich złożyli po łacinie i po rusku wyznanie wiary zgodnie z obrządkiem greckim oraz przysięgę. Po przemówieniu papieża, który wyraził radość z powrotu Rusinów na łono Kościoła katolickiego, pobłogosławił on obecnych i naród ruski. Tego samego dnia Klemens VIII wydał bullę Magnus Dominus et laudabilis nimis, w której oznajmił jedność Kościoła. Na pamiątkę wydarzenia papież rozkazał wybić złote i srebrne medale z napisem Ruthenis receptis.
Na początku marca 1596 roku Pociej i Terlecki, zaopatrzeni w listy papieskie Klemensa VIII do króla oraz senatorów duchowych i świeckich oraz metropolity kijowskiego i biskupów ruskich, wrócili do Polski. W swoich listach papież prosił króla o dalszą opiekę nad unią i nadanie godności senatorskich biskupom ruskim. Senatorów duchownych, arcybiskupów lwowskiego Dymitra Solikowskiego, łuckiego, Bernarda Maciejowskiego, oraz chełmskiego, Stanisława Gomolińskiego, zobowiązał do wzięcia udziału w synodzie ruskim, na którym miał zostać ogłoszony akt unii. W listach do biskupów ruskich Klemens VIII zapewnił, że zachowany zostanie dotychczasowy obrządek bizantyjski, o ile nie będzie sprzeczny z prawdami wiary katolickiej.
Na wiosnę 1596 roku odbyły się sejmiki ziemskie kijowski, wołyński, miński, nowogrodzki i połocki. Mieli na nich zostać wybrani delegaci na sejm warszawski. Pod wpływem Konstantego Ostrogskiego na sejmikach złożono protesty przeciwko unii. Na sejmie w maju, w ostatnim dniu obrad, posłowie z ziem litewskich i ruskich oświadczyli, że odmawiają uznawania władzy Pocieja i Terleckiego, którzy wbrew ich woli poddali się pod zwierzchność papieża. 21 maja 1596 roku król potwierdził jednak władzę biskupów.
Przeciwko unii wystąpiło także wileńskie bractwo stauropigialne na czele z obłożonymi klątwą kościelną Stefanem Zyzanią (Kąkolem) i dwoma księżmi brackimi, Wasylem i Herazymem, którzy rozpowszechniali wśród wiernych fałszywy obraz unii kościelnej. 28 maja przywódcy zostali ukarani banicją. Zyzania odwołał się od wyroku do Trybunału Głównego Wielkiego Księstwa Litewskiego, który zażądał stawienia się metropolity Rahozy na sąd. W konsekwencji król zabronił Trybunałowi sądzenia spraw kościelnych. Oburzyło to niechętnie nastawione do unii mieszczaństwo wileńskie. 14 czerwca 1596 roku król ogłosił orędzie do ludu i duchowieństwa ruskiego i litewskiego, w którym zapewniał, że unia została zawarta przez episkopat ruski. W obliczu niepokojów społeczeństwa ruskiego metropolita ustalił datę synodu na 6 października.
W diecezji włodzimiersko-brzeskiej opór unii stawiało bractwo brzeskie. Biskup Pociej został zmuszony do jego rozwiązania i zakazał przywódcom przyjmowania sakramentów. W diecezji łuckiej, gdzie władzę biskupią sprawował Terlecki, sprzeciwiał się monaster żydyczyński, kierowany przez Grzegorza Bałabana, krewnego Gedeona Bałabana. Książę Ostrogski i bractwa lwowskie i wileńskie domagali się od Carogrodu przysłania teologów i listów pasterskich. Jednak po śmierci Jeremiasza II w 1595 roku stolicą patriarchalną zarządzał administrator. Dlatego list pasterski został przysłany przez patriarchę aleksandryjskiego, Melecego Pigasa, niemającego jurysdykcji nad Cerkwią ruską. Melecy w swoim liście, dostarczonym przez Cyryla Lukarisa, potępił unię kościelną, a posłańcowi polecił zostać na Rusi przez dłuższy czas i wspierać dyzunię. Jako rzekomy wysłaniec Jeremiasza II przybył także na Ruś Nikifor, okazujący dokument patriarszy i mianujący siebie protosyngielem, zastępcą patriarchy, podejrzewany o szpiegostwo dla Turcji.

## Synod brzeski 6–10 października 1596 roku
W zwołanym w dniach 16–20 (6–10 według starego stylu) października 1596 roku synodzie w Brześciu litewskim wzięli udział zarówno zwolennicy unii, jak i jej przeciwnicy. Wśród ruskich zwolenników unii znaleźli się metropolita Michał Rahoza, biskup włodzimierski Hipacy Pociej, biskup łucki egzarcha Cyryl Terlecki, arcybiskup połocki Herman Zahorski, biskup piński Jonasz Hohoł, biskup chełmski Dionizy Zbirujski. Biskupi łacińscy uczestniczyli w synodzie jako delegaci papiescy. Byli to arcybiskup lwowski Jan Solikowski, biskup łucki Bernard Maciejowski i biskup chełmski Stanisław Gomoliński, którym asystowali teologowie jezuiccy Piotr Skarga, Justyn Rab, Marcin Laterna i Kasper Nahaj.

## Założenia unii

Sytuacja wyznaniowa w Rzeczypospolitej w 1750 roku

Miała na celu podporządkowanie Kościoła prawosławnego jurysdykcji papieskiej na terenach Rzeczypospolitej, przy zachowaniu przez Kościół prawosławny dotychczasowego obrządku. Za unią opowiedziała się większość hierarchii prawosławnej, w tym metropolita kijowski i halicki Michał Rahoza. Przeciwko unii było dwóch biskupów prawosławnych, za unią opowiedziało się sześciu biskupów.
W wyniku poparcia papieża Klemensa VIII, po długich negocjacjach, doszło do ogłoszenia i zatwierdzenia unii Kościołów na synodzie krajowym w Brześciu 18 (8) października 1596 roku. Część wiernych prawosławnych na czele z ruskim kniaziem Konstantym Ostrogskim nie zaakceptowała warunków unii. W tym samym czasie w Brześciu odbył się Sobór przeciwników unii, w którym uczestniczyli przedstawiciele duchowieństwa na czele z biskupem przemyskim Michałem Kopysteńskim i biskupem lwowskim Gedeonem Bałabanem oraz przedstawiciele świeccy. Sobór ten potępił akt unii z Kościołem rzymskokatolickim i pozbawił hierarchów, którzy do niej przystąpili, święceń biskupich. Zaogniający się konflikt wkrótce pchnął przeciwników unii do przymierza z Księstwem Moskiewskim.
W wyniku unii powstał Kościół unicki. Unici zobowiązali się uznać dogmaty Kościoła katolickiego i zwierzchnictwo papieża, w zamian za to zachowali własne obrządki, kalendarz juliański i organizację kościelną.

## Dalsze losy unii brzeskiej
W 1620 roku nastąpiło nielegalne odtworzenie przez Hioba Boreckiego struktur cerkwi prawosławnej na ziemiach Rzeczypospolitej, a 14 marca 1633 roku zalegalizowanie tego stanu.
W 1680 roku utworzono Colloquium Lubelskie, które zajęło się dostosowaniem liturgii i sztuki cerkiewnej do liturgii kościoła rzymskokatolickiego.
Z powodu braku własnych ksiąg cerkiewnych przez pierwsze dziesięciolecia po zawarciu Unii brzeskiej księża korzystali z ksiąg prawosławnych. Dopiero w 1682 roku metropolita kijowski Cyprian Żochowski zwrócił się do papieża Innocentego XI z prośbą o otwarcie greckokatolickiej drukarni. Uzyskał na to zgodę, i w 1683 roku otwarto drukarnię w Supraślu.
W 1635 roku dokonał się podział kościoła wschodniego na dwie legalne i równoprawne metropolie kijowskie: unicką i prawosławną – dyzunicką. Metropolia unicka dzieliła się na siedem diecezji, a dyzunicka na sześć diecezji. Taki stan trwał do końca XVII wieku.

## Historia badań nad unią brzeską

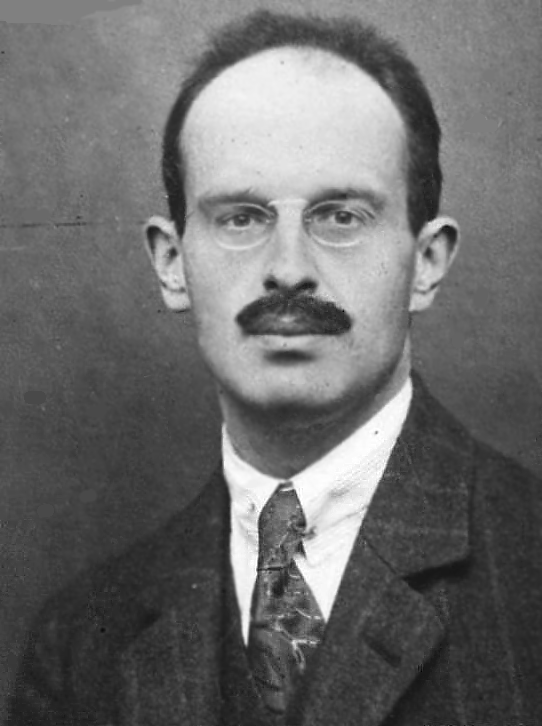
Oskar Halecki

Przez ostatnie dwa stulecia powstało wiele prac, dotyczących tematyki dziejów unii brzeskiej. W okresie rozbiorów kwestia historii Kościoła w Rzeczypospolitej była rozpatrywana przez pryzmat negatywnego stosunku do Rosji. W XIX wieku  Walerian Kalinka twierdził, że prawosławie nie miało żadnego wpływu na rozwój cywilizacji. Jego zdaniem Cerkiew stała się narzędziem w rękach cara, dlatego nie miała możliwości ewolucji i wpływu na dzieje. W drugiej połowie XIX wieku pod wpływem XVII-wiecznej literatury polemicznej między wyznawcami różnych religii Rzeczypospolitej Obojga Narodów, ugruntował się pogląd krytyczny dla unii. Głosił, iż była następstwem polityki religijnej króla Zygmunta III Wazy, będącego pod wpływem spisku jezuitów. Wyrazem tego przekonania był artykuł Spory o unię w dawnej literaturze autorstwa Aleksandra Brücknera. Pod koniec XIX wieku tematyką unii brzeskiej zajmował się Edward Likowski. Wątkiem przewodnim jego badań było znaczenie dyplomacji końca XVI wieku dla procesu zawarcia unii kościelnej w 1596 roku.
Kontrowersje historyków dwóch ostatnich stuleci wzbudzała postać jednego z prawosławnych duchownych, Melecjusza Smotryckiego, który na początku XVII wieku porzucił prawosławie na rzecz unii. W latach 1899–1900 została opublikowana praca Akademia Kijowsko-Mohilańska. Zarys historyczny na tle rozwoju ogólnego cywilizacyi zachodniej na Rusi autorstwa Aleksandra Jabłonowskiego. W swoim dziele Jabłonowski spekulował, że gdyby reformy pomysłu Piotra Mohyły weszły w życie, Cerkiew prawosławna mogłaby z powodzeniem rywalizować o znaczenie polityczne w Rzeczypospolitej z Kościołem unickim. Myśl Aleksandra Jabłonowskiego była kontynuowana przez teologa drugiej połowy XX wieku – Wacława Hryniewicza – w artykule Unia bez zniszczenia. Dopiero w 1995 roku amerykański badacz, David Frick, w pracy Meletij Smotryc´kyj uporządkował dorobek zarówno polskiej, jak i zagranicznej historiografii.
W dwudziestoleciu międzywojennym pod wpływem konfliktów polsko-ukraińskich historycy krytycznie podchodzili do znaczenia w historii unii brzeskiej. Do przedstawicieli tego poglądu należeli Kazimierz Lewicki i Feliks Koneczny. Pierwszy jest autorem dzieła Książę Konstanty Ostrogski a unia brzeska 1596 oraz artykułu Sprawa unii Kościoła wschodniego z Rzymskim w polityce dawnej Rzeczypospolitej. Drugi zaś autorem eseju Polskie Logos a Ethos. Roztrząsanie o znaczeniu i celu Polski. Kilka lat przed drugą wojną światową powstała praca Kazimierza Chodynickiego Kościół prawosławny a Rzeczpospolita Polska. Zarys historyczny 1370–1632. Należy ona do najbardziej szczegółowych opracowań tematyki prawosławnej w Polsce, rozpatruje historię Kościoła prawosławnego przez pryzmat prawa, ustroju, kultury, polityki i społeczeństwa.
W połowie XX wieku kwestią unii kościelnej 1596 roku zajmowali się tacy historycy, jak Antoni Prochaska, Kazimierz Lewicki oraz Oskar Halecki. Genezy unii brzeskiej dopatrywali się w próbach wdrożenia postanowień unii florenckiej w Wielkim Księstwie Litewskim, nie zważając na fakt, że kontakty Cerkwi prawosławnej z Rzymem po zawarciu unii florenckiej zanikły pod koniec XV wieku. W pierwszym dziesięcioleciu Polskiej Rzeczypospolitej Ludowej tematyka religijna była zaniedbana przez historyków ze względu na nowy ustrój polityczny i negatywne podejście Związku Radzieckiego do spraw Kościoła. Na emigracji natomiast została opublikowana w 1958 roku praca Oskara Haleckiego From Florence to Brest (1439-1596). Autor rozpatruje unię brzeską jako jednostronne porozumienie: miała wzmocnić pozycję Kościoła łacińskiego przed zagrożeniem tureckim i protestanckim.
Zdaniem Janusza Tazbira, następstwem zawarcia unii brzeskiej był wzrost niechęci wiernych prawosławnych do Polski i polskości.
W latach siedemdziesiątych XX wieku powstały dwa dzieła, dotyczące historii Cerkwi prawosławnej w Polsce. Pierwsze opracowanie jest syntezą pod redakcją Bolesława Kumora Historia Kościoła w Polsce, której poszczególne rozdziały autorstwa między innymi Tadeusza Śliwy i Bolesława Kumora dotyczą tematyki unii brzeskiej i historii Kościoła greckokatolickiego. Drugie dzieło to Organizacja Kościoła Wschodniego w Polsce w okresie od XVI do XVIII wieku autorstwa Ludomira Bieńkowskiego. W 1986 roku ukazała się publikacja Jana Dzięgielewskiego O tolerancję dla zdominowanych. Polityka wyznaniowa Rzeczypospolitej w latach panowania Władysława IV. Autor, mimo że jego dzieło dotyczy czasów króla Władysława IV Wazy i jego polityki wyznaniowej, pośrednio omawia również mechanizmy, zachodzące w procesach podejmowania decyzji w sprawach religijnych zarówno przez monarchę i hierarchów kościelnych, jak i na szczeblu lokalnym – przez sejmiki i synody. Pod koniec lat osiemdziesiątych XX wieku Marian Bendza opublikował swoją pracę Tendencje unijne względem cerkwi prawosławnej w Rzeczypospolitej w latach 1674–1686. Rozprawa habilitacyjna. Znalazły się w niej wyniki badań nad problematyką Kościoła prawosławnego na sejmach Rzeczypospolitej, analiza negocjacji w sprawie przyłączenia prawosławnych do Rzymu w XVII wieku – colloqium amicabile – zakończonych niepowodzeniem oraz omówienie skutków podporządkowania prawosławnej metropolii kijowskiej patriarchatowi moskiewskiemu.
W latach dziewięćdziesiątych XX wieku problematyka unii brzeskiej i jej dziejów w późniejszych stuleciach stała się tematem prac Antoniego Mironowicza. Dzieło Podlaskie ośrodki i organizacje prawosławne w XVI i XVII wieku, którego założenia, metody naukowe, tezy i wywody zostały zakwestionowane przez przedstawicieli nauk historycznych, w tym m.in. przez Leszka Postołowicza i Józefa Maroszka, rozpatruje unię przez pryzmat struktury Cerkwi na Podlasiu. Druga praca – Prawosławie i unia za panowania Jana Kazimierza – traktuje o stosunkach między wyznawcami prawosławia i katolicyzmu w drugiej połowie XVII wieku w aspekcie polityki krajowej i międzynarodowej. W 1992 roku w Krakowie miała miejsce konferencja Unia i unici w kulturze polskiej oraz w kulturze narodów słowiańskich, której myślą przewodnią była unia brzeska, rozpatrywana przez pryzmat dorobku kulturowego Rzeczypospolitej XVII-wiecznej. W połowie lat dziewięćdziesiątych XX wieku we Lwowie w kilku etapach odbyła się międzynarodowa konferencja Berestejśki Czytannia, na której przedstawiono temat unii brzeskiej w kilku kontekstach: religijnym, politycznym, kulturowym, narodowym. W 1996 roku opublikowano pracę Józefa Maroszka Dziedzictwo unii kościelnej w krajobrazie kulturowym Podlasia 1596–1996.